# Anthony Descotte
Anthony Kevin Descotte (Gosselies, 3 agosto 2003) è un calciatore belga, attaccante del Volendam in prestito dal Charleroi.

## Carriera

### Club
Cresciuto nel settore giovanile dello Charleroi, debutta in prima squadra il 17 aprile 2021, in occasione dell'incontro di Pro League perso per 2-3 contro l'Eupen. 
Il 31 gennaio 2023 viene ceduto in prestito all'Utrecht, militante in Eredivisie, fino al termine della stagione. Colleziona anche 5 goal in 11 presenze nella squadra giovanile, il Jong Utrecht.
Il 19 agosto 2025 passa in prestito al Volendam.

### Nazionale
Ha rappresentato le nazionali giovanili belghe.

## Statistiche

### Presenze e reti nei club
Statistiche aggiornate al 18 marzo 2023.
| Stagione         | Squadra          | Campionato       | Campionato | Campionato | Coppe nazionali | Coppe nazionali | Coppe nazionali | Coppe continentali | Coppe continentali | Coppe continentali | Altre coppe | Altre coppe | Altre coppe | Totale | Totale |
| Stagione         | Squadra          | Comp             | Pres       | Reti       | Comp            | Pres            | Reti            | Comp               | Pres               | Reti               | Comp        | Pres        | Reti        | Pres   | Reti   |
| ---------------- | ---------------- | ---------------- | ---------- | ---------- | --------------- | --------------- | --------------- | ------------------ | ------------------ | ------------------ | ----------- | ----------- | ----------- | ------ | ------ |
| 2020-2021        | Charleroi        | D1               | 1          | 0          | CB              | 0               | 0               | UEL                | -                  | -                  |             | -           | -           | 1      | 0      |
| 2021-2022        | Charleroi        | D1               | 8+1        | 0          | CB              | 0               | 0               |                    | -                  | -                  |             | -           | -           | 9      | 0      |
| 2022-gen. 2023   | Charleroi        | D1               | 9          | 0          | CB              | 1               | 0               |                    | -                  | -                  |             | -           | -           | 10     | 0      |
| Totale Charleroi | Totale Charleroi | Totale Charleroi | 18+1       | 0          |                 | 1               | 0               |                    | -                  | -                  |             | -           | -           | 20     | 0      |
| gen.-giu. 2023   | Utrecht          | ED               | 4          | 1          | CO              | 1               | 0               |                    | -                  | -                  |             | -           | -           | 5      | 1      |
| Totale carriera  | Totale carriera  | Totale carriera  | 23         | 1          |                 | 2               | 0               |                    | -                  | -                  |             | -           | -           | 25     | 1      |